# Mirko Antonucci
Cet article possède un paronyme, voir Mirco Antenucci.
Mirko Antonucci, né le 11 mars 1999 à Rome (Italie), est un footballeur italien. Il évolue au poste de milieu offensif au Spezia Calcio.

## Biographie
Né à Rome, Mirko Antonucci rejoint l'AS Rome à l'âge de 13 ans, après avoir été repéré par l’ancien international Bruno Conti. Il y signe son premier contrat professionnel en septembre 2017.
Il joue son premier match en Serie A le 24 janvier 2018 contre l'UC Sampdoria, remplaçant Cengiz Ünder à la 75e minute, et s'illustre par une passe décisive pour Edin Džeko permettant l'égalisation dans les dernières minutes du match (1-1).

## Palmarès

### En club
| AS Rome - Championnat d'Italie Primavera - Champion en 2016 (it) - Supercoupe d'Italie Primavera - Vainqueur en 2016 (it) - Coupe d'Italie Primavera - Vainqueur en 2017 (it) |